# Medebacher Bucht (Vogelschutzgebiet)
Das Gebiet Medebacher Bucht ist ein mit Verordnung von 2000 des Regierungspräsidiums Arnsberg ausgewiesenes Europäisches Vogelschutzgebiet (Schutzgebietkennung DE-4717-401) im Osten des deutschen Landes Nordrhein-Westfalen.
Die Vogelschutzrichtlinie der Europäischen Union dient der Erhaltung der wildlebenden, im Gebiet ihrer Mitgliedsstaaten heimischen Vogelarten und der Regelung des Schutzes, der Bewirtschaftung und der Regulierung dieser Vögel, ihrer Eier und Lebensräume.

## Lage
Das rund 138 Quadratkilometer große Vogelschutzgebiet „Medebacher Bucht“ liegt im Südosten des Hochsauerlandkreises, direkt an der Grenze zum Landkreis Waldeck-Frankenberg in Hessen. Es gehört somit einerseits zur Winterberger Hochfläche und damit zum zentralen Rothaargebirge als auch zum Ostsauerländer Gebirgsrand. Das Schutzgebiet erstreckt sich zwischen der namensgebenden Kleinstadt Medebach im Norden, Winterberg im Westen, Hallenberg im Süden sowie der Landesgrenze im Osten.

## Geschichte
Im Jahr 1990 schlug der Verein für Natur- und Vogelschutz im Hochsauerlandkreis (VNV) beim Internationalen Rat für Vogelschutz eine Ausweisung der Medebacher Bucht vor. 1998 erfolgte dann die Ausweisung als Vogelschutzgebiet. Der VNV hatte in den 1990er Jahren 4 bis 5 Brutpaare (BP) Schwarzstorch (10–15 % der NRW-Population), 20 BP Rotmilan (5–10 % der NRW-Population), 300 bis 500 BP Neuntöter (15–20 % der NRW-Population), 30 BP Raubwürger (30–50 % der NRW-Population), 60 Braunkehlchen (20 % der NRW-Population) und 30 BP Grauspecht (3–5 % der NRW-Population) nachgewiesen. Auf Antrag des VNV hatte die NRW-Stiftung in den 1990er Jahren Flächen im Piezfeld und im Gelängebachtal angekauft. 1997 stellte das Land NRW 2,5 Mill. DM zur Verbesserung der Lebensräume des Raubwürgers zur Verfügung. Diese Gelder waren verteilt auf fünf Jahre bewilligt. Die Durchführung des Projektes lag in der Hand der Biologischen Station Hochsauerlandkreis.
Von 2005 bis 2009 lief im Vogelschutzgebiet Medebacher Bucht ein LIFE-Projekt der Europäischen Union. Projektträger vor Ort war die Biologische Station Hochsauerlandkreis.
Während des LIFE-Projekt wurden unter anderem Gewässerrenaturierungen an den Flüssen Nuhne, Orke und Gelänge durchgeführt. Über 1000 Meter Uferverbau konnten an der Nuhne entfernt werden, damit sich natürliche Ufer- und Sohlstrukturen entwickeln können. An Nuhne, Gelänge und Orke wurden insgesamt 74 Wehre umgebaut und sind nun für Fische und andere Kleinorganismen wieder passierbar.
Mit der Heugrasansaat, mit Mähgut aus der Medebacher Bucht, beimpfte die Station ehemals artenarme Standorte. Zwei Doppelmessermähbalken, welche aus Projektmitteln angekauft wurden, können nach Anfrage bei der Biologischen Station an interessierte Landwirte ausgeliehen werden. Auf dem Hilmesberg bei Hesborn wurden großflächig standortfremde und monotone Fichtenbestände entfernt. Die Flächen wurden in einem speziellen Anspritzverfahren mit Heidesamen geimpft. Die beiden Beerenarten Blaubeere und Preiselbeere wurden mit autochthonen abgeplaggten Soden ausgebracht.
2019 wurde der Vogelschutz-Maßnahmenplan (VMP) EU-Vogelschutzgebiet Medebacher Bucht vom Landesamt für Natur, Umwelt und Verbraucherschutz Nordrhein-Westfalen veröffentlicht. Darin wurde festgestellt, dass es seit der Ausweisung auch im Vogelschutzgebiet zum Rückgang vieler Vogelarten kam da auch in der Medebacher Bucht eine starke Intensivierung der Landwirtschaft stattfand. Im 'Vogelschutz-Maßnahmenplan sind Maßnahmen aufgeführt die den Rückgang der Vogelarten im Schutzgebiet stoppen soll.

## Beschreibung
Das Schutzgebiet „Medebacher Bucht“ wird als Gebiet im „Regenschatten des westlich angrenzenden Rothaargebirges mit einer hohen Biotopvielfalt, Hecken und Feldrainen, Gold- und Glatthaferwiesen, Sumpfdotterblumenwiesen, Rotschwingelweiden, heideähnlichen Vegetationen, quellenreichen Wäldern, Buchenwäldern montaner Ausprägung, naturnahen Mittelgebirgsbächen wie Hallebach, Liese und Orke sowie Schlucht- und Schatthangwäldern“ beschrieben.
Das Vogelschutzgebiet beherbergt die absolut höchsten Siedlungsdichten von Neuntöter und Raubwürger in Nordrhein-Westfalen.

### Lebensraumklassen
Folgende Flächenanteile nach Lebensraumklassen sind im Schutzgebiet erfasst:
|                                                                |                                                                |  |      |      |
| N06 – stehende und fließende Binnengewässer                    | N06 – stehende und fließende Binnengewässer                    |  | 2 %  | 2 %  |
| N08 – Heide, Gestrüpp                                          | N08 – Heide, Gestrüpp                                          |  | 1 %  | 1 %  |
| N10 – feuchtes und mesophiles Grünland                         | N10 – feuchtes und mesophiles Grünland                         |  | 44 % | 44 % |
| N15 – anderes Ackerland                                        | N15 – anderes Ackerland                                        |  | 5 %  | 5 %  |
| N16 – Laubwald                                                 | N16 – Laubwald                                                 |  | 27 % | 27 % |
| N20 – Kunstforste                                              | N20 – Kunstforste                                              |  | 20 % | 20 % |
| N22 – Binnenlandfelsen, Geröll- und Schutthalden, Sandflächen0 | N22 – Binnenlandfelsen, Geröll- und Schutthalden, Sandflächen0 |  | 1 %  | 1 %  |
|                                                                |                                                                |  |      |      |

### Lebensraumtypen
Im Vogelschutzgebiet „Medebacher Bucht“ sind folgende Lebensraumtypen beschrieben:
- 3260 – Flüsse der planaren bis montanen Stufe mit Vegetation des Ranunculion fluitantis und des Callitricho-Batrachion
- 4030 – Trockene europäische Heiden
- 5130 – Formationen von Gemeinem Wacholder auf Kalkheiden und -rasen
- 6510 – Magere Flachland-Mähwiesen
- 6520 – Berg-Mähwiesen
- 8150 – Kieselhaltige Schutthalden der Berglagen Mitteleuropas
- 9110 – Hainsimsen-Buchenwald
- 9180 – Schlucht- und Hangmischwälder Tilio-Acerion*
- 91E0 – Auen-Wälder mit Schwarz-Erle und Gemeiner Esche*

Anmerkung: * = vom Verschwinden bedroht, die Europäische Gemeinschaft hat eine besondere Verantwortung für ihre Erhaltung.

## Schutzzweck
Wesentlicher Schutzzweck ist die Erhaltung einer extensiven Kulturlandschaft mit ihrer vorhandenen Lebensraumvielfalt. Dazu gehören Maßnahmen wie Flächenankauf, extensive Grünlandnutzung, Vertragsnaturschutz, naturschutzgrechte Nutzung der Feuchtwiesen und -weiden, naturnahe und naturschutzorientierte Bewirtschaftung der Wälder, die Erhaltung des naturnahen Fliessgewässerregimes sowie eine naturverträgliche Lenkung der Freizeitnutzung.
Die gebietsbezogenen Erhaltungs- und Entwicklungsziele sind je nach Art unterschiedlich beschrieben.

### Brutvögel

#### Braunkehlchen

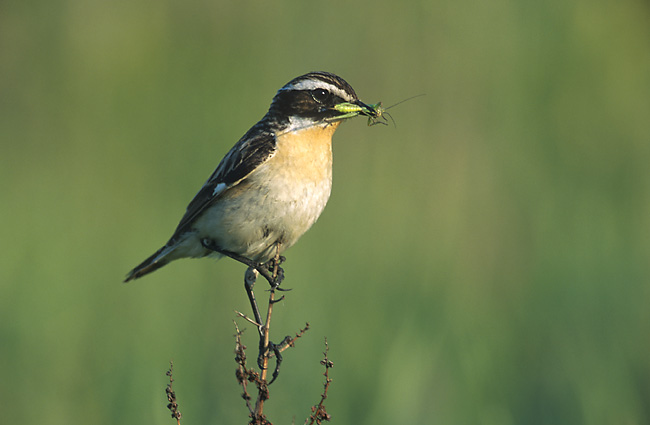
Braunkehlchen

Erhaltung von überwiegend spät gemähten extensiv bewirtschafteten Grünlandkomplexen, insbesondere mit Streuwiesenanteilen, Erhaltung der Großseggenriede, Moore und Heiden, von Saumstreifen wie Weg- und Feldraine sowie Rand- und Altgrasstreifen, aber auch von Brachen und gehölzfreien Böschungen, von vereinzelten Büschen, Hochstauden, Steinhaufen und anderen als Jagd-, Sitz- und Singwarten geeigneten Strukturen, von Sekundärlebensräumen wie aufgelassene Abbaustätten mit vorgenannten Lebensstätten, Erhaltung des Nahrungsangebots, insbesondere mit Insekten sowie Erhaltung störungsfreier oder zumindest störungsarmer Fortpflanzungsstätten während der Fortpflanzungszeit vom 1. Mai bis zum 31. August.

#### Eisvogel

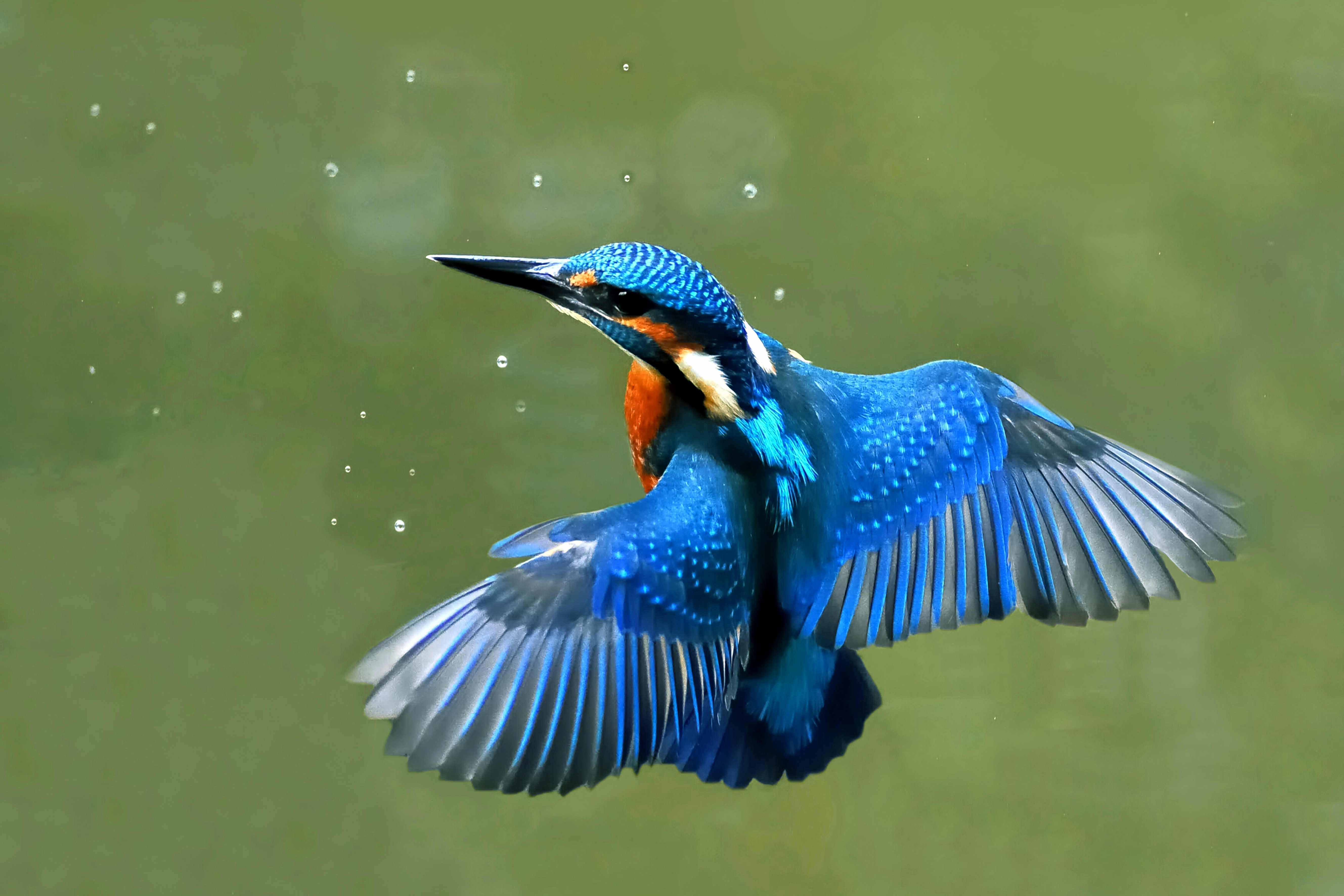
Eisvogel im Schwebflug

Erhaltung und Entwicklung von dynamischen Fließgewässersystemen mit Überschwemmungszonen, Prallhängen, Steilufern, die Vermeidung der Zerschneidung der besiedelten Lebensräume, die Erhaltung und Förderungeines dauerhaften Angebotes natürlicher Nistplätze, die schonende Gewässerunterhaltung unter Berücksichtigung der Ansprüche der Art, die Reduzierung von Nährstoff-, Schadstoff- und Sedimenteinträgen im Bereich der Nahrungsgewässer sowie die Vermeidung von Störungen an den Brutplätzen von März bis September.

#### Grauspecht

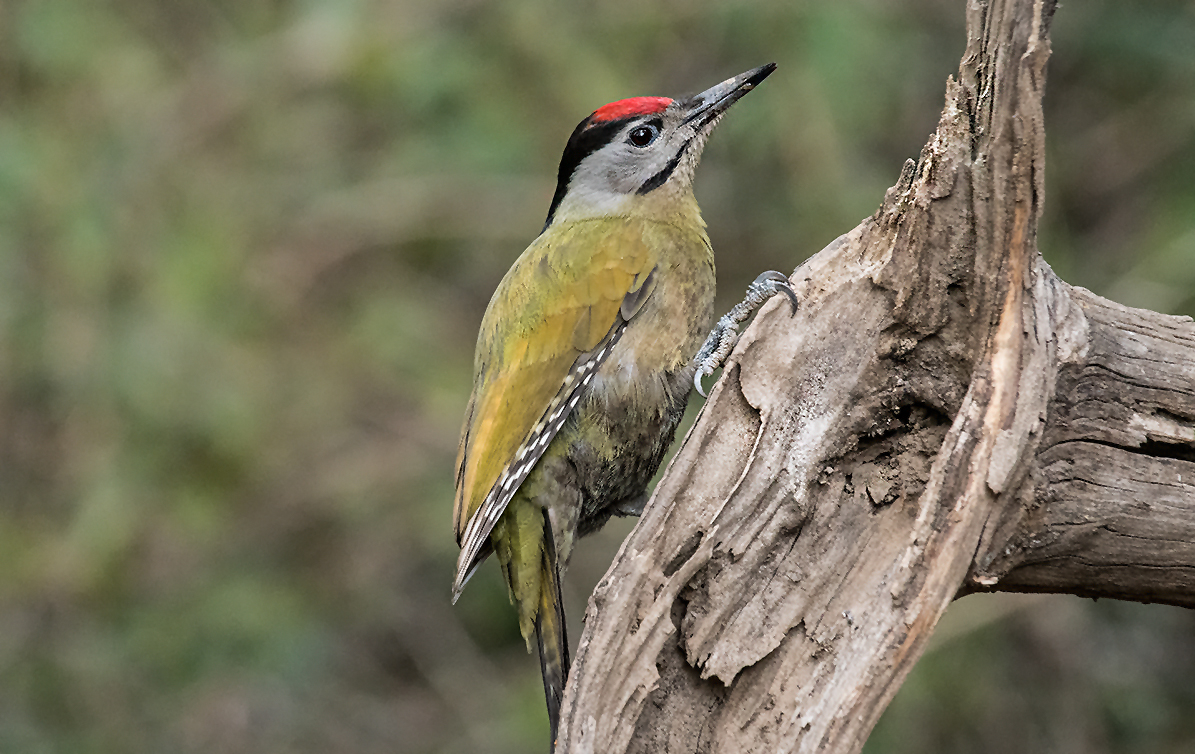
Grauspecht

Erhaltung und Entwicklung von ausgedehnten, lebensraumtypischen Laub- und Mischwäldern – vor allem Buchenwälder – mit bis zu zehn Bäumen pro Hektar sowie hohen Alt- und Totholzanteilen, die Vermeidung der Zerschneidung und Verinselung der besiedelten Waldgebiete, die Erhaltung und Entwicklung von sonnigen Lichtungen, Waldrändern, lichten Waldstrukturen und Kleinstrukturen sowie Grünland als Nahrungsflächen, die Verbesserung des Nahrungsangebotes (zum Beispiel reduzierte Düngung, keine Pflanzenschutzmittel), die Erhaltung von Höhlenbäumen sowie Förderung eines dauerhaften Angebotes geeigneter Brutbäume (besonders >100-jährige Buchen, Bäume mit Schadstellen) sowie Vermeidung von Störungen an den Brutplätzen von März bis Juli.

#### Heidelerche
Erhaltung und Entwicklung von trocken-sandigen, vegetationsarmen Flächen der halboffenen Landschaft sowie von unbefestigten sandigen Wald- und Feldwegen mit nährstoffarmen Säumen, die Verbesserung der agrarischen Lebensräume durch Extensivierung der Flächennutzung, die habitaterhaltenden Pflegemaßnahmen (extensive Beweidung mit Schafen oder Ziegen, gegebenenfalls Mosaikmahd von kleinen Teilflächen), die Entfernung von Büschen und Bäumen, Vermeidung von Störungen an den Brutplätzen von Ende März bis Juli

#### Mittelspecht

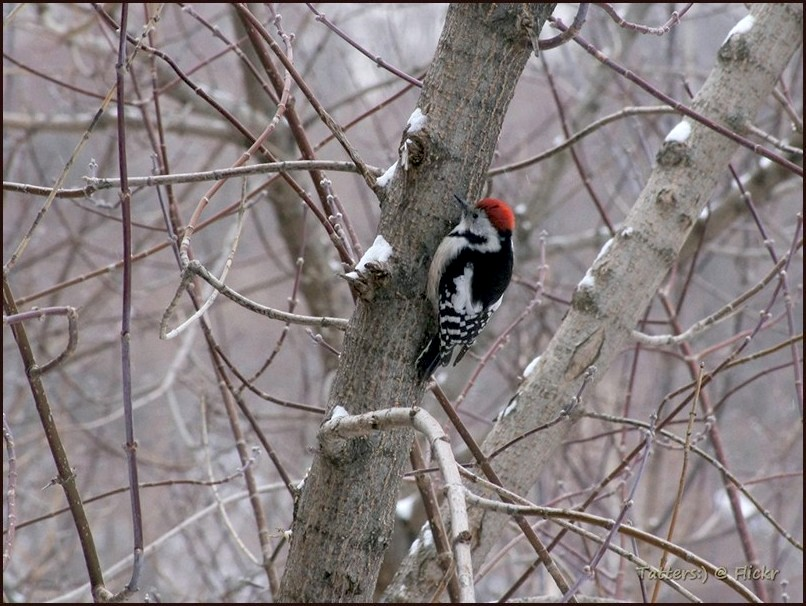
Mittelspecht

Erhaltung und Entwicklung von ausgedehnten, lebensraumtypischen Laub- und Mischwäldern sowie von Hartholzauen mit hohen Alt- und Totholzanteilen, die Erhöhung des Eichenwaldanteils, die Vermeidung der Zerschneidung und Verinselung geeigneter Waldgebiete, die Verbesserung des Nahrungsangebotes, die Erhaltung von Höhlenbäumen sowie Förderung eines dauerhaften Angebotes geeigneter Brutbäume sowie die Vermeidung von Störungen an den Brutplätzen von März bis Juni

#### Neuntöter
Erhaltung von extensiv bewirtschafteten Streuobst-, Grünland- und Heidegebieten, von Nieder- und Mittelhecken aus standortheimischen Arten, insbesondere dorn- oder stachelbewehrte Gehölze, Erhaltung der Streuwiesen und offenen Moorränder, Erhaltung von Einzelbäumen und Büschen in der offenen Landschaft, von Feldrainen, Graswegen, Ruderal-, Staudenfluren und Brachen, Acker- und Wiesenrandstreifen, von Sekundärlebensräumen wie aufgelassene Abbaustätten mit vorgenannten Lebensstätten sowie Erhaltung des Nahrungsangebots, insbesondere mit größeren Insekten.

#### Raufußkauz

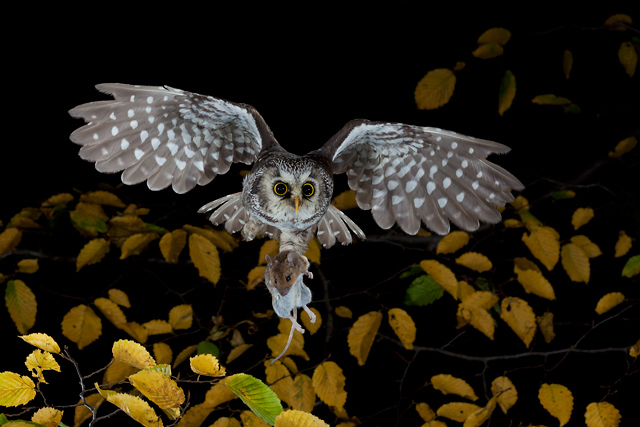
Raufußkauz

Erhaltung und Entwicklung von ausgedehnten, reich strukturierten Mischwäldern (vor allem Buchenwäldern) mit hohen Alt- und Totholzanteilen sowie mit deckungsreichen Tageseinständen, die Vermeidung der Zerschneidung der besiedelten Waldgebiete, die Erhaltung und Entwicklung von Lichtungen und Blößen als Nahrungsflächen, die Erhaltung und Förderung eines dauerhaften Angebotes von Höhlenbäumen sowie die Vermeidung von Störungen an den Brutplätzen von März bis Juli.

#### Raubwürger

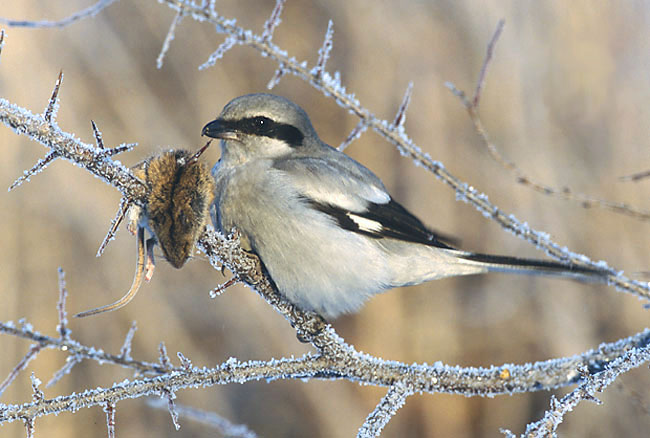
Raubwürger

Erhaltung von ausgedehnten extensiv bewirtschafteten Streuobstwiesen mit zahlreichen Büschen, von Heckengebieten mit den dortigen Kleinstrukturen wie Steinriegelhecken, kleinflächige Brachen, sumpfige Senken, Einzelbüsche und -bäume, unbefestigte Feldwege, Erhaltung der beweideten Wacholderheiden mit Busch- und Baumgruppen, Erhaltung von magerem Grünland, von Ödland- und Bracheflächen sowie Saumstreifen, Erhaltung der Moore mit Büschen und Bruchwaldinseln, der quelligen Stellen und sumpfigen Senken, Erhaltung von unzerschnittenen Landschaften, insbesondere ohne befestigte Wege und Straßen, Erhaltung des Nahrungsangebots, insbesondere mit Kleinsäugern und Großinsekten sowie Erhaltung störungsfreier oder zumindest störungsarmer Fortpflanzungsstätten während der Fortpflanzungszeit vom 15. Februar bis zum 15. Juli.

#### Rotmilan

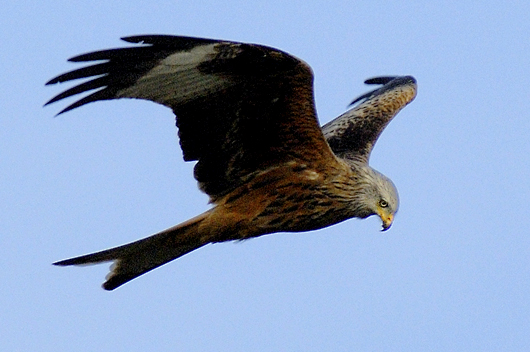
Rotmilan

Erhaltung von vielfältig strukturierten Kulturlandschaften mit lichten Waldbeständen, von Feldgehölzen, großen Einzelbäumen und Baumreihen in der offenen Landschaft, von Grünland, von Altholzinseln und alten, großkronigen Bäumen mit freier Anflugmöglichkeit, Erhaltung der Bäume mit Horsten, der Lebensräume ohne Gefahrenquellen wie nicht vogelsichere Freileitungen und Windkraftanlagen sowie die Erhaltung störungsfreier oder zumindest störungsarmer Fortpflanzungsstätten während der Fortpflanzungszeit vom 1. März bis zum 31. August

#### Schwarzkehlchen

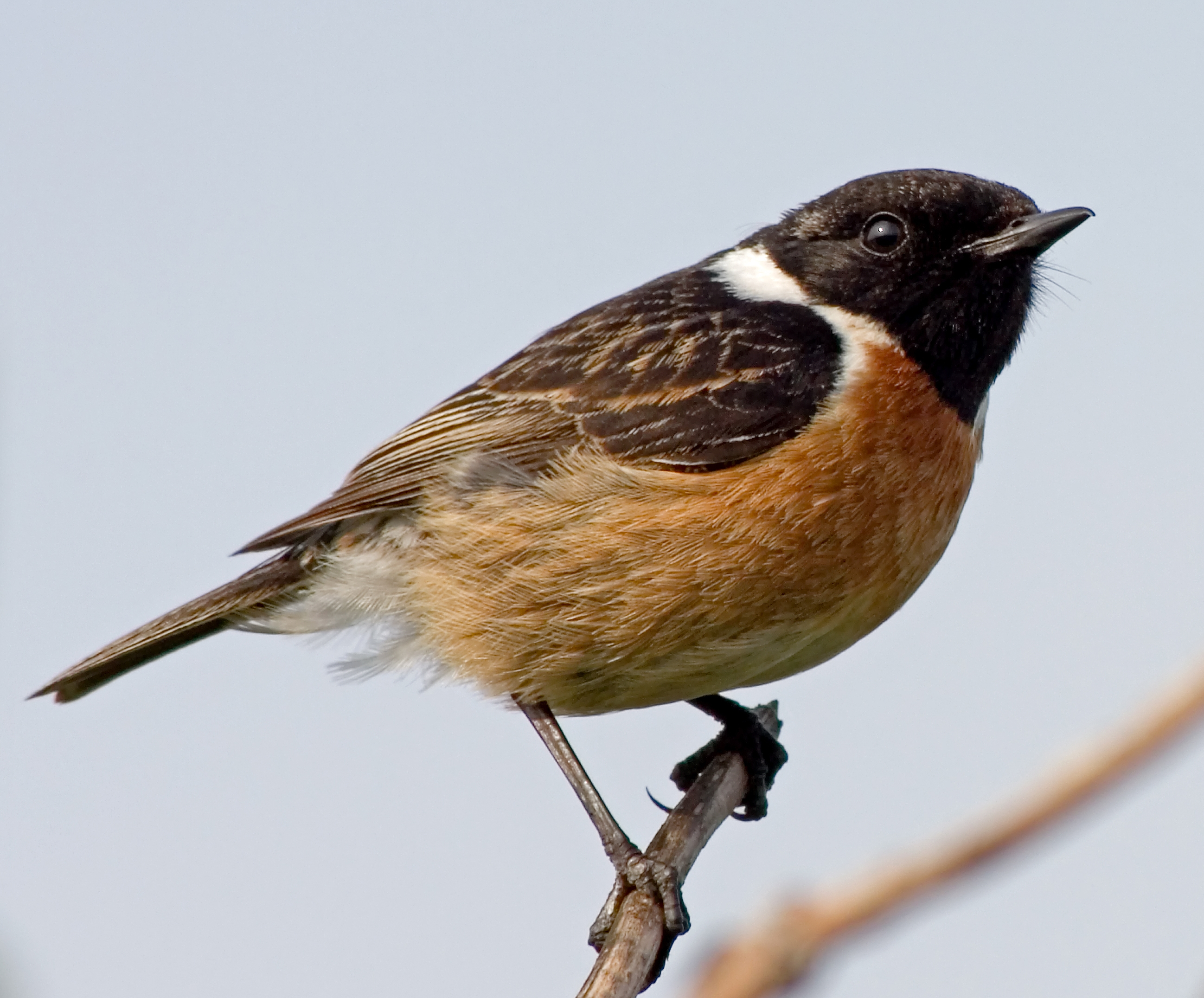
Schwarzkehlchen

Erhaltung und Entwicklung von extensiv genutzten Offenlandflächen mit insektenreichen Nahrungsflächen, die Extensivierung der Grünlandnutzung (Grünlandmahd erst ab dem 15. Juli, Mosaikmahd von kleinen Teilflächen, keine Düngung, keine Pflanzenschutzmittel), die habitaterhaltenden Pflegemaßnahmen (extensive Beweidung (Schafen, Ziegen) möglichst ab 1. August, Erhalt einzelner Büsche und Bäume) sowie die Vermeidung von Störungen an den Brutplätzen von April bis Juli

#### Schwarzspecht

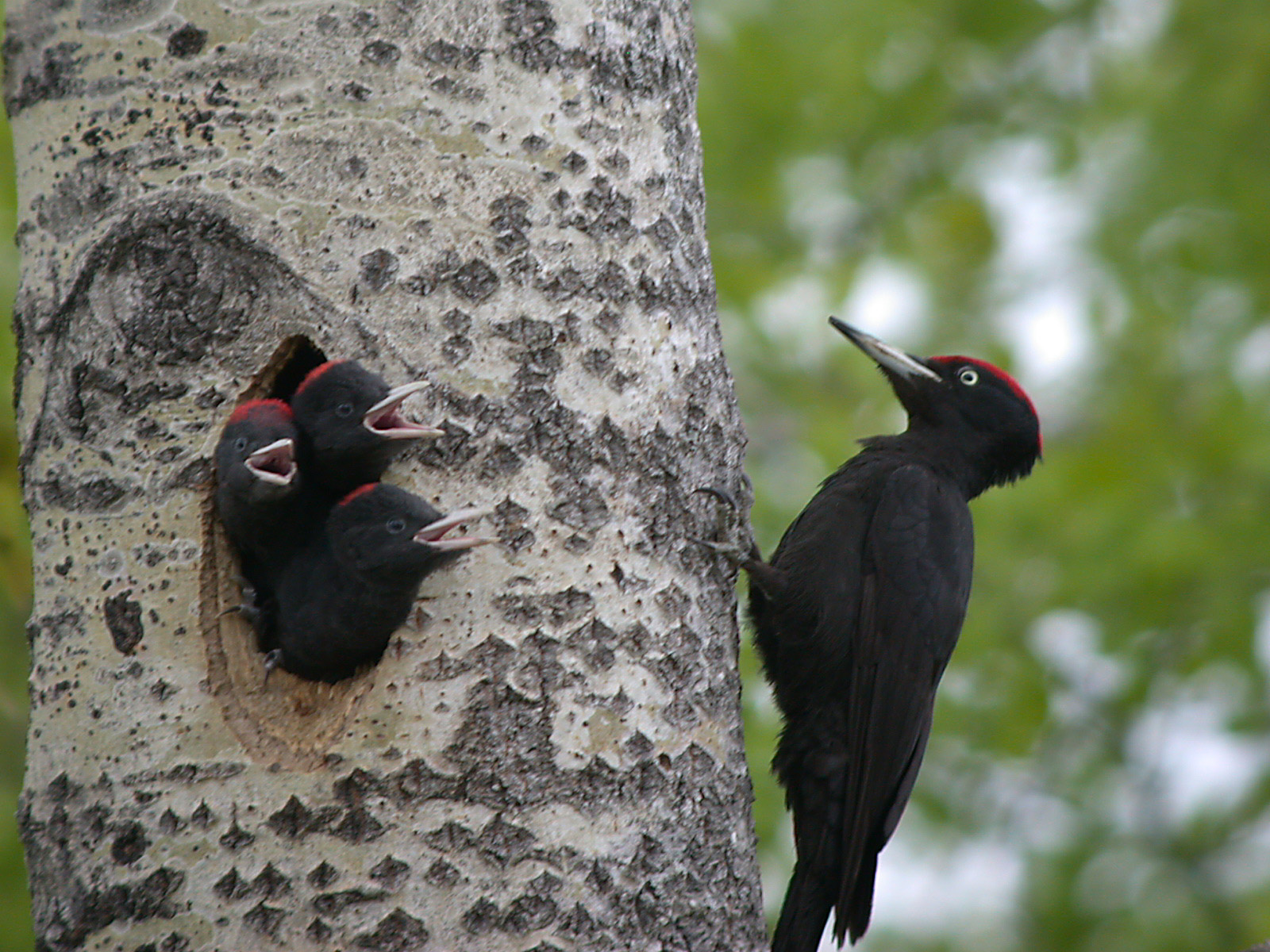
Schwarzspecht

Erhaltung und Entwicklung von lebensraumtypischen Laub- und Mischwäldern – vor allem Buchenwälder – mit hohen Alt- und Totholzanteilen, die Vermeidung der Zerschneidung der besiedelten Waldgebiete, die Erhaltung und Entwicklung von sonnigen Lichtungen, Waldrändern, lichten Waldstrukturen und Kleinstrukturen (Stubben, Totholz) als Nahrungsflächen, die Verbesserung des Nahrungsangebotes (keine Pflanzenschutzmittel), die Erhaltung von Höhlenbäumen sowie Förderung eines dauerhaften Angebotes geeigneter Brutbäume (besonders >100-jährige Buchen) sowie die Vermeidung von Störungen an den Brutplätzen von März bis Juni
Der Schwarzspecht (Dryocopus martius) war 1981 Vogel des Jahres in Deutschland.

#### Schwarzstorch
Erhaltung der natürlichen und naturnahen Feuchtgebiete wie Flussniederungen, Auenlandschaften und Moore, der Flachwasserzonen an stehenden und schwach fließenden Gewässern sowie der Überschwemmungsflächen, der Röhrichte, Großseggenriede und Schilfbestände mit offenen Gewässerbereichen, Erhaltung von langen Röhricht -Wasser-Grenzlinien wie sie durch Buchten, Schilfinseln und offene Wassergräben sowie kleinere freie Wasserflächen innerhalb der Röhrichte zustande kommen, Erhaltung von großflächigen Offenlandkomplexen aus Grünland und Mooren mit hohen Grundwasserständen, Erhaltung einer Wasserqualität, die gute Sichtbedingungen für den Beutefang gewährleistet, der Lebensräume ohne Gefahrenquellen wie nicht vogelsichere Freileitungen, ungesicherte Schornsteine und Windkraftanlagen, Erhaltung des Nahrungsangebots, insbesondere mit Fischen, Amphibien, Kleinsäugern, Großinsekten, Reptilien und Regenwürmern sowie die Erhaltung störungsfreier oder zumindest störungsarmer Rast- und Schlafplätze sowie Überwinterungs- und Nahrungsgebiete

#### Sperlingskauz

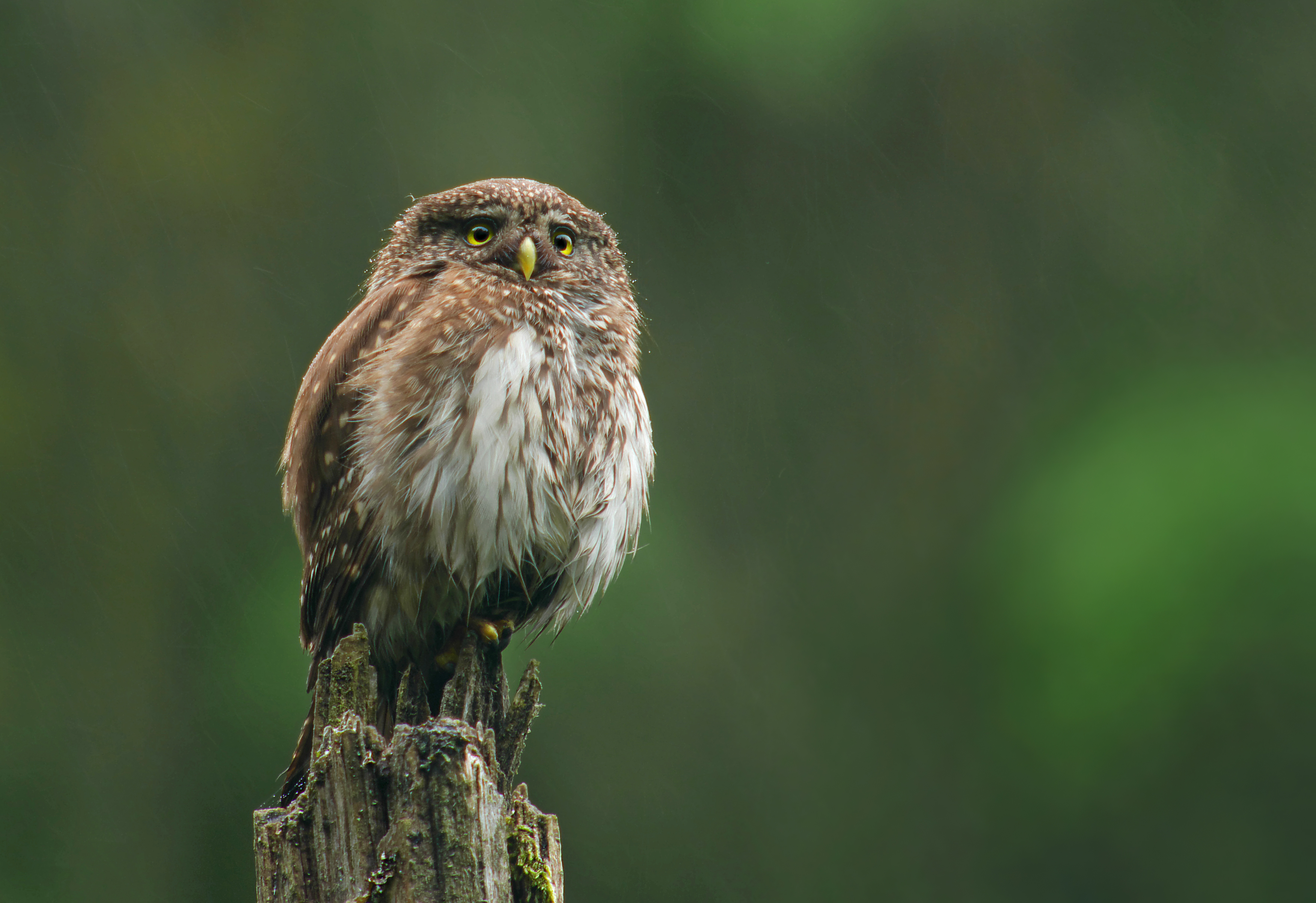
Sperlingskauz

Erhaltung und Entwicklung von ausgedehnten, reich strukturierten Nadel- und Mischwäldern unterschiedlicher Altersklassen (einschließlich alter Fichtenwälder) mit hohen Alt- und Totholzanteilen sowie mit einem guten Höhlenangebot, die Erhaltung und Entwicklung von angrenzenden lichteren Waldflächen als Nahrungsflächen (Schneisen, Waldwiesen, Waldränder), die Erhaltung und Förderung eines dauerhaften Angebotes von Höhlenbäumen sowie die Vermeidung von Störungen an den Brutplätzen von März bis Juli

#### Wespenbussard

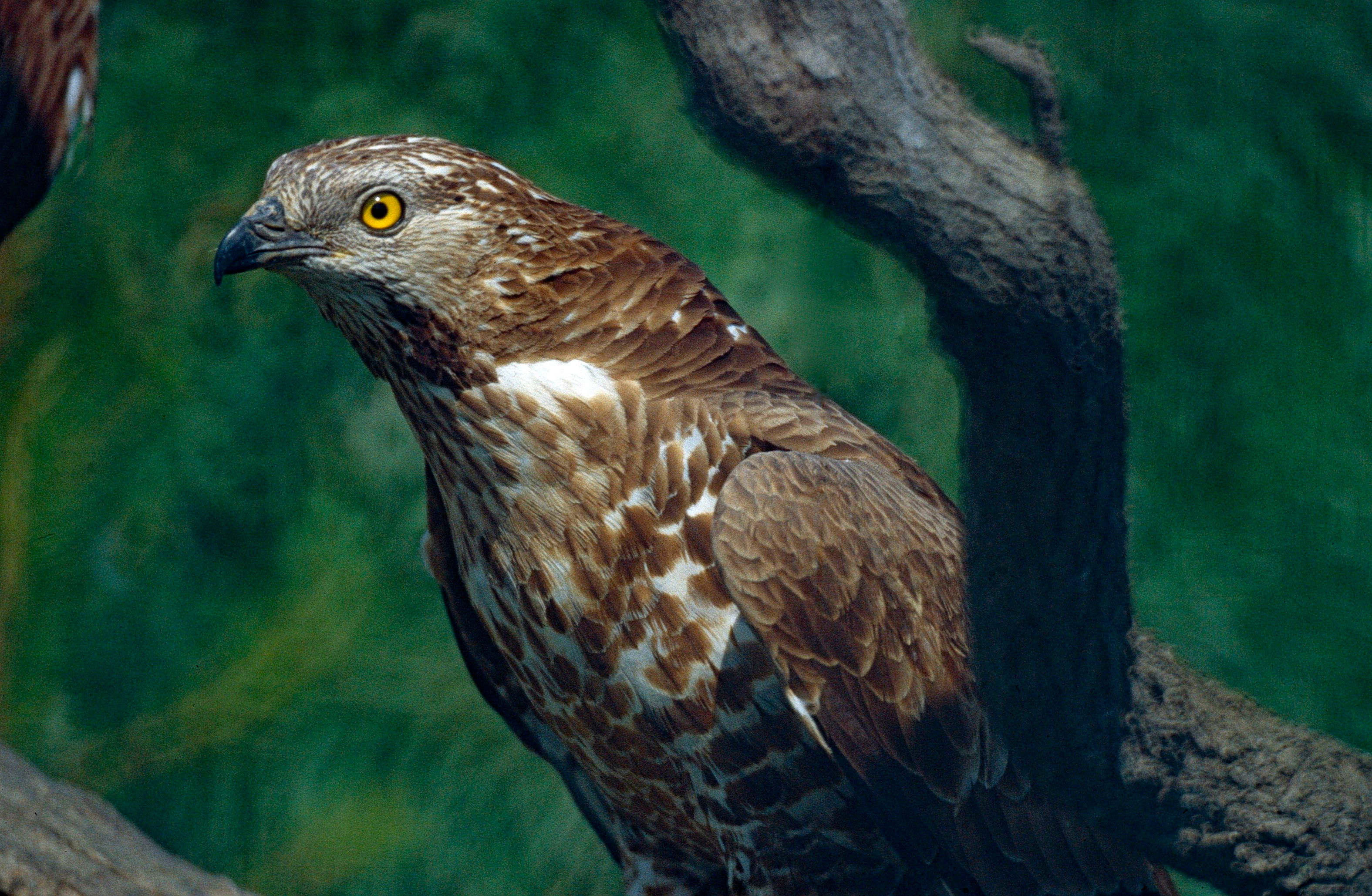
Wespenbussard

Erhaltung von vielfältig strukturierten Kulturlandschaften, lichten Laub- und Misch- sowie Kiefernwäldern, Feldgehölzen, extensiv genutztem Grünland, Altholzinseln und alten, großkronigen Bäumen mit freier Anflugmöglichkeit, Erhaltung der Magerrasen, Bäumen mit Horsten, Erhaltung des Nahrungsangebots, insbesondere mit Staaten bildenden Wespen und Hummeln sowie Erhaltung störungsfreier oder zumindest störungsarmer Fortpflanzungsstätten während der Fortpflanzungszeit vom 1. Mai bis zum 31. August

#### Wiesenpieper
Erhaltung und Entwicklung von extensiv genutzten, feuchten Offenlandflächen mit insektenreichen Nahrungsflächen (zum Beispiel Nass-, Feucht-, Magergrünländer, Brachen, Heideflächen und Moore), die Verbesserung des Wasserhaushaltes zur Stabilisierung eines hohen Grundwasserstandes in Grünländern sowie die Extensivierung der Grünlandnutzung

## Zusammenhang mit anderen Schutzgebieten
Mit dem Vogelschutzgebiet „Medebacher Bucht“ sind folgende, zusammenhängende Schutzgebiete (Auswahl) ausgewiesen:
- FFH-Gebiet „Liesetal-Hilmesberg“ (DE-4817-305)
- FFH-Gebiet „Nuhnewiesen, Wache und Dreisbachtal“ (DE-4817-306)
- Naturschutzgebiet „Böhlen“ (HSK-305)
- Naturschutzgebiet „Die Erlen“ (HSK-306)
- Naturschutzgebiet „Großer Steinberg“ (HSK-309)
- Naturschutzgebiet Nuhnewiesen (HSK-363)

## Landschaftspflegeverein Medebacher Bucht
Im Dezember 2016 wurde der Landschaftspflegeverein Medebacher Bucht gegründet, um den Artenschutz im Vogelschutzgebiet zu stärken. Neben Landwirten aus der Medebacher Bucht sind die Städte Hallenberg und Medebach, der Verein für Natur- und Vogelschutz im Hochsauerlandkreis und der Landwirtschaftliche Kreisverband Hochsauerlandkreis Mitglieder im Verein. Vereinsvorsitzender ist Josef Schreiber, Vorsitzender des Landwirtschaftlichen Kreisverbandes Hochsauerlandkreis und Geschäftsführer ist Werner Schubert, Leiter der Biologischen Station Hochsauerlandkreis. Der Landschaftspflegeverein Medebacher Bucht ist der erste Landschaftspflegeverein in Westfalen. Ein Schwerpunkt ist die Heckenpflege um den zurück gegangenen Neuntöterbestand im Vogelschutzgebiet wieder anzuheben. Ferner sollen Brachflächen gemäht werden und Streuobstwiesen angelegt werden.
2018 wurde eine Weihnachtsbaumkultur wieder in Grünland zur Beweidung umgewandelt. Die Fläche soll dem Neuntöter als Brutplatz dienen.

## Sonstiges
Für Besucher wurden vier „Highlights“-Naturwege angelgt, im Naturschutzgebiet Nuhnewiesen ein Beobachtungsturm gebaut sowie in Medebach und Hallenberg multimediale Ausstellungen eingerichtet.